# Tirpersdorf
Tirpersdorf település Németországban, azon belül Szászország tartományban. Lakosainak száma 1359 fő (2023. december 31.).

## Népesség
A település népességének változása:
| Lakosok száma | 1396 | 1388 | 1346 | 1367 | 1359 |
|               | 2017 | 2019 | 2021 | 2022 | 2023 |